# Ich werde da sein
Ich werde da sein ist das 44. Studioalbum des österreichischen Musikers Udo Jürgens, das im März 1999 erschien.

## Entstehung und Veröffentlichung
Die Erstveröffentlichung von Ich werde da sein erfolgte am 12. März 1999 bei Ariola. Das Album erschien in seiner Originalausführung als CD mit 16 Titeln (Katalognummer: 74321 63057 2). Mats Björklund, Martin Böhm, Helge Deyke, Michael Gross und Berthold Weindorf waren Toningenieure. Das Album wurde von September 1998 bis Februar 1999 in den Powerplay-Studios, Zürich, in den Hansa-Studios, Berlin, im MG-Sound-Studio, Wien, in den Weryton Studios, München, im Basic Studio, München, im Atlantis Studio, Portugal und in der Philharmonie, Berlin. eingespielt. Es wirkten bei Die Krone der Schöpfung die Berliner Philharmoniker unter der Leitung von Hermann Weindorf mit, zudem die Streicher des deutschen Symphonieorchesters (Deutsche Oper Berlin), das Streichquartett Classica Viva sowie die Streicher des Wiener Symphonieorchesters, als Chöre The Blue Voices, der Kinderchor Flohhaufen sowie der Studiochor Wien. Mario Adorf steuerte einen Prolog bei, Jenny Jürgens ist bei einem Zwischenspiel sowie beim Titel Du lebst nur einmal zu hören.
Geschrieben und produziert wurden alle Lieder von Udo Jürgens selbst. Beim Schreibprozess bekam er Unterstützung durch verschiedene Koautoren, diese waren Thomas Christen (7 Titel), Ludwig Coss (1 Titel), Norbert Hammerschmidt (1 Titel), Uli Heuel (3 Titel), Friedhelm Lehmann (1 Titel) und Michael Kunze (1 Titel). Die Produktion aller Lieder erfolgte unter der Mithilfe von Peter Wagner. Das Lied Tanz auf dem Regenbogen wurde ursprünglich für die österreichische Fußballnationalmannschaft anlässlich der Fußball-WM 1998 mit dem Titel Wunderknaben komponiert. Es erhielt einen neuen Text und Titel.

## Titelliste
1. Fanfare 2000 – 1:15
2. Ich werde da sein – 4:19
3. Tausend Jahre Glück – 3:46
4. Wie heisst der kurze Augenblick? (Zwischenspiel) – 0:51
5. Du lebst nur einmal – 3:54 (feat. Jenny Jürgens)
6. Offen – 4:22
7. Mehr als nur vier Wände – 3:44
8. Alles, was gut tut – 3:23
9. Bring ein Licht ins Dunkel – 4:28
10. Tanz’ auf dem Regenbogen – 3:38
11. Beziehungs-Weise – 2:34
12. Ein Bote aus besseren Welten – 4:39
13. Ich werde da sein (Zwischenspiel) – 0:44 (Jenny Jürgens)
14. Danke für den Abend – 3:36
15. Die Krone der Schöpfung – 16:03 (feat. Berliner Philharmoniker)
16. Ich lass’ euch alles da – 4:21

## Chartplatzierungen
| ChartsChartplatzierungen | Höchstplatzierung | Wochen |
| ------------------------ | ----------------- | ------ |
| Deutschland (GfK)        | 17 (8 Wo.)        | 8      |
| Österreich (Ö3)          | 15 (10 Wo.)       | 10     |